# Marion de Lorme (film, 1918)
Pour les articles homonymes, voir Marion de Lorme (homonymie).
Pour plus de détails, voir Fiche technique et Distribution.
Marion de Lorme est un film muet français réalisé par Henry Krauss et sorti en 1918.

## Fiche technique
- Réalisation : Henry Krauss
- Scénario d'après la pièce-homonyme de Victor Hugo
- Société de production : Pathé frères
- Société de distribution : Pathé frères
- Format : Noir et blanc - Muet - 1,33:1 - 35 mm
- Genre : Drame romantique
- Date de sortie : 
  - France : 11 octobre 1918

## Distribution
- Pierre Renoir : Louis XIII
- Nelly Cormon : Marion
- Jean Worms : Didier
- Armand Tallier : Gaspard de Saverny
- Pierre Alcover : Laffemas
- Henri-Amédée Charpentier
- Louis Delaunay
- Philippe Garnier
- Paul Hubert
- Berthe Jalabert
- Henry Krauss
- Jules Mondos